# Dsjanis Ossipou
Dsjanis Alehawitsch Ossipou (belarussisch Дзяніс Алегавіч Осіпоў; * 17. Juli 1983 in Homel) ist ein ehemaliger belarussischer Freestyle-Skier. Er war auf die Disziplin Aerials (Springen) spezialisiert.

## Werdegang
Ossipou nahm im Dezember 2003 in Ruka erstmals am Freestyle-Skiing-Weltcup teil, wobei er den 11. Platz errang. Zuvor gewann er bei den Juniorenweltmeisterschaften 2003 im Marble Mountain die Goldmedaille. Im Februar 2005 holte er in Sölden seinen ersten Sieg im Europacup. In der Saison 2006/07 siegte er beim Europacup in Hasliberg und kam im Weltcup mit seinen ersten zwei Top-Zehn-Platzierungen auf den 16. Platz im Aerials-Weltcup. Nachdem er in der Saison 2007/08 drei Wettbewerbe im Europacup gewonnen hatte, belegte er in der Saison 2008/09 den 15. Platz im Aerials-Weltcup. Zudem wurde er bei der Winter-Universiade 2009 in Harbin Fünfter und holte im Teamwettbewerb die Silbermedaille. In der Saison 2009/10 errang er mit vier ersten Plätzen den zweiten Platz in der Aerials-Disziplinenwertung des Europacups. Nachdem Plätzen 11 und drei beim Europacup in Ruka zu Beginn der Saison 2010/11, wurde er bei den Weltmeisterschaften 2011 in Deer Valley Fünfter und erreichte mit dem dritten Platz in Minsk seine erste Podestplatzierung im Weltcup. Zum Saisonende siegte er dort im Europacup und errang abschließend den 18. Platz im Aerials-Weltcup. In der Saison 2011/12 belegte er mit drei Top-Zehn-Platzierungen, darunter Platz zwei in Moskau den 13. Platz im Aerials-Weltcup und in der Saison 2012/13 mit sechs Top-Zehn-Platzierungen, darunter Platz drei in Sotschi den 21. Platz im Gesamtweltcup sowie den achten Rang im Aerials-Weltcup. Beim Saisonhöhepunkt, den Weltmeisterschaften 2013 in Voss, sprang er auf den 16. Platz. Im folgenden Jahr wurde er in Sotschi bei seiner einzigen Teilnahme an Olympischen Winterspielen Neunter. 
In der Saison 2014/15 kam Ossipou im Weltcup viermal unter die ersten Zehn, darunter Platz drei in Minsk und erreichte mit dem siebten Platz im Aerials-Weltcup sein bestes Gesamtergebnis. Bei den Weltmeisterschaften 2015 am Kreischberg errang er den 11. Platz. In der Saison 2017/18 siegte er in Airolo letztmals im Europacup und wurde damit Dritter in der Aerials-Disziplinenwertung. Seinen 76. und damit letzten Weltcup absolvierte er im Januar 2018 in Lake Placid, welchen er auf dem 33. Platz beendete.

## Erfolge

### Olympische Spiele
- 2014 Sotschi: 9. Platz Aerials

### Weltmeisterschaften
- 2011 Deer Valley: 5. Platz Aerials
- 2013 Voss: 16. Platz Aerials
- 2015 Kreischberg: 11. Platz Aerials

### Weltcupwertungen
| Saison  | Gesamt | Gesamt | Aerials | Aerials |
| Saison  | Platz  | Punkte | Platz   | Punkte  |
| ------- | ------ | ------ | ------- | ------- |
| 2003/04 | 136.   | 4      | 33.     | 42      |
| 2004/05 | 92.    | 6      | 29.     | 73      |
| 2005/06 | 121.   | 4      | 35.     | 49      |
| 2006/07 | 35.    | 19     | 16.     | 115     |
| 2008/09 | 38.    | 22     | 15.     | 129     |
| 2009/10 | 47.    | 15     | 21.     | 89      |
| 2010/11 | 58.    | 16     | 18.     | 109     |
| 2011/12 | 33.    | 24     | 13.     | 238     |
| 2012/13 | 21.    | 35     | 8.      | 242     |
| 2013/14 | 111.   | 11     | 23.     | 55      |
| 2014/15 | 26.    | 29     | 7.      | 203     |
| 2015/16 | 155.   | 5,33   | 34.     | 32      |
| 2017/18 | 108.   | 12,33  | 21.     | 74      |

### Europacup
- Saison 2009/10: 2. Platz Aerials-Disziplinenwertung
- Saison 2017/18: 3. Platz Aerials-Disziplinenwertung
- 16 Podestplätze, davon 11 Siege

### Juniorenweltmeisterschaften
- Marble Mountain 2003: 1. Platz Aerials

### Winter-Universiade
- Harbin 2009: 2. Platz Aerials Team, 5. Platz Aerials